# Utricularia cucullata
Utricularia cucullata — вид рослин із родини пухирникових (Lentibulariaceae).

## Біоморфологічна характеристика
Однорічна тонка наземна трава. Ризоїди капілярні. Листки в основному зникають у час цвітіння, розкидані на ризоїдах, дуже вузькі лінійні, тупі. Стеблина заввишки до 10 см. Квіток 2–3, віддалені. Чашолистки яйцеподібні, дещо нерівні, верхній більший, загострений, до 0.5 см завдовжки; нижній гострий. Віночок 1 см завдовжки (від кінчика верхньої губи до кінця шпори), жовтий; верхня губа яйцеподібна, цільна, 0.2 см; нижня губа субквадратна, хвиляста, 0.2 см; піднебіння плоске; шпора конічна, 0.75 см завдовжки й 0.3 см ушир. Незріла коробочка еліпсоїдна.

## Середовище проживання
Цей вид має широке поширення в північній і східній частині Південної Америки: Бразилія, Французька Гвіана, Гаяна, Суринам, Тринідад і Тобаго, Венесуела.
Цей вид росте на суші в сезонних неглибоких басейнах у савані; на висотах від 0 до 1000 метрів.